# Elaeagnus rivularis
Elaeagnus rivularis là một loài thực vật có hoa trong họ Elaeagnaceae. Loài này được Merr. mô tả khoa học đầu tiên năm 1941.